# النادي الرياضي بمنزل فارسي
النادي الرياضي بمنزل فارسي هو نادي كرة قدم تونسي تأسس سنة 1980. ويتبع مدينة منزل فارسي التابعة لولاية المنستير. ينشط الفريق حاليا في الدرجة الرابعة التونسية (رابطة الوسط الشرقي بالمنستير).